# Muglenska reka
Muglenska reka (bułg. Мугленска река) – rzeka w południowej Bułgarii, obwód Smolan.
Rzeka wypływa z południowego podnóża szczytu górskiego Golam Perelik (2191 m n.p.m.) w Rodopach, na wysokości 2036 m n.p.m. pod nazwą Golama reka. Płynie w kierunku północno-zachodnim w głębokim wąwozie, między grzbietami górskimi Perelikskija djał i Mursalica. Mijając miejscowość Mugła, zmienia nazwę na Muglenska reka. Jest prawym dopływem Czairdere, uchodzi na wysokości 876 m n.p.m., 2 km przed ujściem do Wyczy.
Rzeka ma 27 km długości, średni przypływ wynosi 1,42 m³/s, mierzony w Mugli. Jej powierzchnia dorzecza wynosi 90 km².
Ujściami rzeki są: 
- lewe dopływy: Małka reka.
- prawe dopływy: Pereliksko dere, Geczuwska reka, Gingerska reka, Sełska reka.

Na obszarze Mugli wody rzeki są wykorzystywane do nawadniania licznych niewielkich pól i łąk w okolicy. Istnieje wiele źródeł krasowych w dolinie rzeki.